# Engine Alliance GP7000
El Engine Alliance GP7000 es un motor a reacción turbofán que se encuentra actualmente en servicio en el Airbus A380.

## Diseño y desarrollo

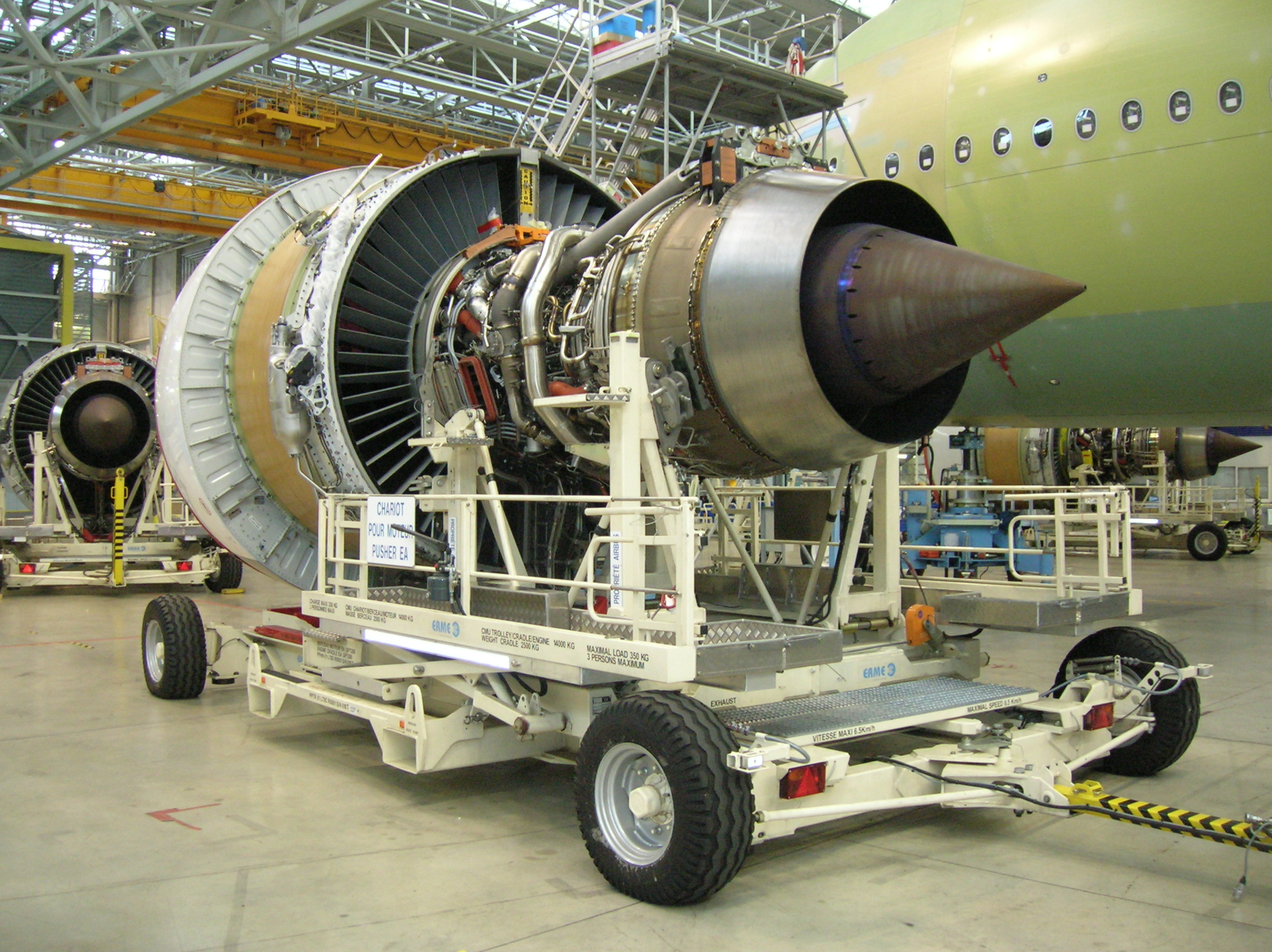
Airbus Lagardère - motor GP7200 MSN108

Si bien originalmente fue diseñado para Boeing Commercial Airplanes, cuando se canceló este modelo para el 747X, el motor fue puesto a disposición del superjumbo Airbus A380-800. Construido a partir del núcleo del GE90 y contiene un diseño de fan y un sistema de baja presión basado en los básicos de Pratt & Whitney.
Su competidor, el Rolls-Royce Trent 900 fue nombrado como el motor líder del entonces conocido como A3XX en 1996 y fue inicialmente elegido por la mayoría de clientes del A380. Sin embargo el motor de GE/PW incrementó su presencia en el mercado de motores del A380 hasta el punto de que en septiembre de 2007 tenía firmado el ser el motor del 47 % de toda la flota de sujerjumbos. Esta disparidad de ventas se debió a un único contrato, con un pedido por parte de Emirates de 55 aeronaves A380-800 con motores GP7000, al suponer más de una cuarta parte de ventas del A380 (en septiembre de 2007). Emirates ha sido tradicionalmente un cliente de Rolls-Royce. Los aviones A380 motorizados por el GP7000, se denominan A380-86X, siendo el '"6" el número de modelo de los motores de Engine Alliance.
Las pruebas en tierra del motor comenzaron en abril de 2004 y el motor fue arrancado por primera vez en un A380 el 14 de agosto de 2006. La FAA americana certificó el motor para operaciones comerciales el 4 de enero de 2006. El 25 de agosto de 2006, un avión de prueba A380-861 (MSN 009) efectuó el primer vuelo en un A380 motorizado por Engine Alliance. El vuelo tuvo como origen y destino Toulouse y tuvo una duración de unas cuatro horas. Las pruebas efectuadas fueron las relativas al desarrollo de potencia del motor, a la velocidad de crucero, y la atención en tierra. Un día antes, el mismo avión efectuó una prueba de despegue frustrado con los motores.
La Engine Alliance ofrece el GP7200 para las configuraciones de pasajeros y carga del Airbus A380. El GP7200 está en el rango de empuje de 37 000 kgf (363 kN). El motor es ofrecido en dos rangos apropiados a las diferentes configuraciones del A380 y sus pesos de despegue: el GP7270 para la variante de 560 toneladas, y el GP7277 para la variante carguera del A380-800 de 590 toneladas.

## Aplicaciones
- Airbus A380

## Especificaciones (GP7270)

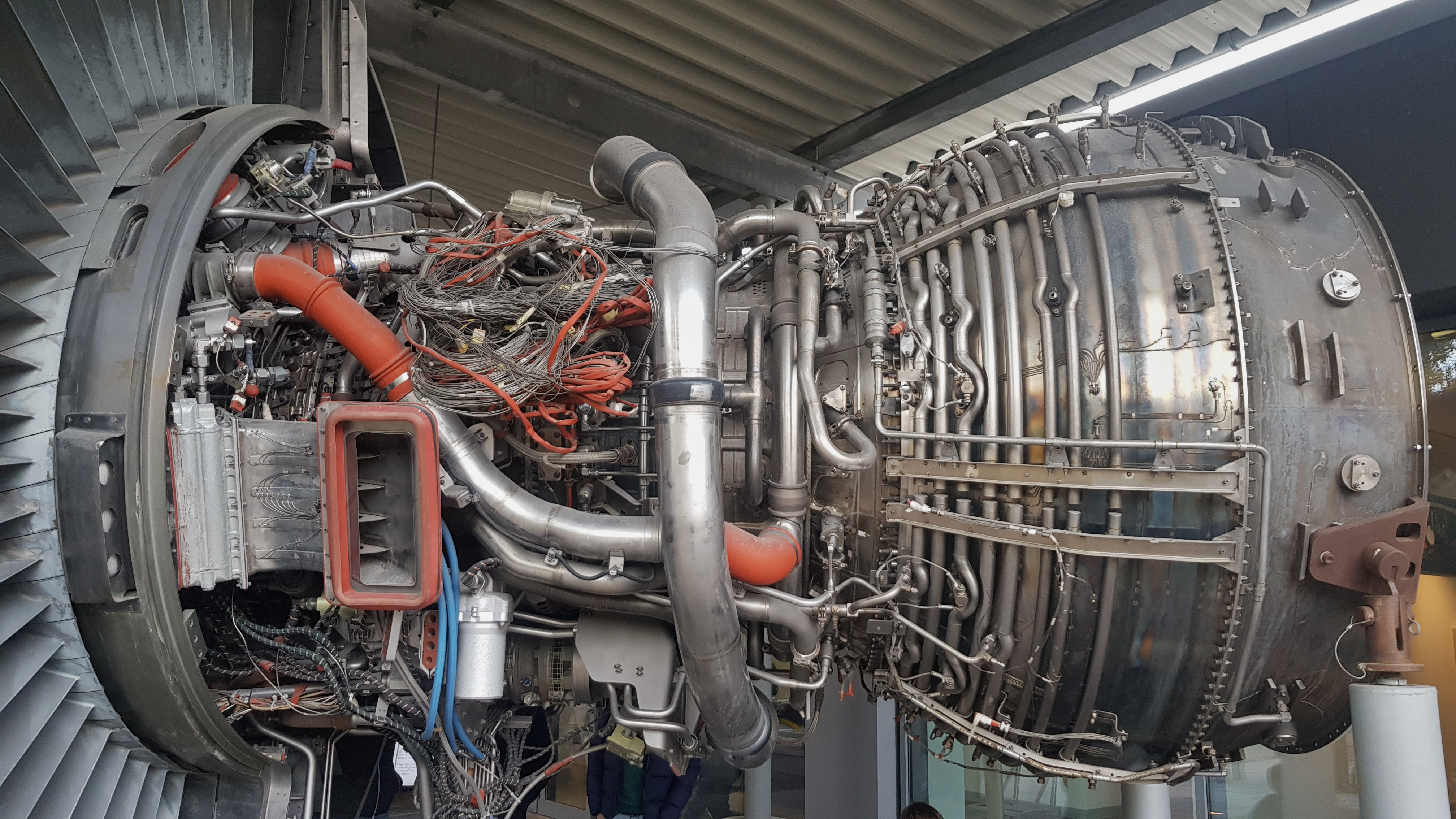
GP7000

- Tipo: motor turbofán de alta relación de derivación.
- Longitud: 474 cm (186 pulgadas)
- Diámetro: 316 cm (124 pulgadas), fan: 295 cm (116 pulgadas)
- Peso: 6712 kg (14 798 lb)
- Compresor: titanio, 24 álabes, relación de compresión de 8,7:1; axial de cinco etapas de baja presión y nueve etapas de alta presión
- Compresión: 43,9
- Combustión: carburador anular simple de bajas emisiones
- Turbina: turbina de dos etapas de alta presión; seis etapas de baja presión
- Flujo de aire: 900 a 1200 kg/s (2000 a 2600 lb/s)
- Empuje: 36 980 kgf, 363 kN, 81 500 lbf
- Empuje/peso: 4,73